# Epheten
Die Ephetai (ἐφέται, griechisch "Anweiser", eingedeutscht Epheten) waren ein Richterkollegium im antiken Athen. Dieses bestand aus 51 Mitgliedern und wurde vom Archon basileus geleitet. Die Epheten urteilten in erster Linie über Tötungsdelikte, sofern diese nicht vorsätzlich waren. Der Schiedsspruch war rechtskräftig. Im 5. Jahrhundert v. Chr. wurden die Epheten durch das Volksgericht abgelöst.